# Matwiejewskaja (rejon tarnoski)
Matwiejewskaja (ros. Матвеевская) – wieś w Rosji, w rejonie tarnoskim obwodu wołogodzkiego. W 2010 r. liczyła 20 mieszkańców.